# Manoel José da Silva Bastos
Manoel José da Silva Bastos (Rio Grande, 12 de abril de 1823 - Rio Grande, 15 de novembro de 1861) é um escritor brasileiro, autor de peças teatrias. Foi um dos fundadores do Gabinete de Leitura, em 15 de agosto de 1846 – depois transformado na Biblioteca Rio-Grandense, da qual é patrono da cadeira número 31. |

## Biografia
Era filho de Manoel José da Silva Bastos e Firmina Silveira ou Soares de Lima. Foi casado com Joaquina Martins da Silveira, filha de José Ignácio da Silveira e Guiomar Martins da Silveira, sobrevindo dessa união pelo menos três filhos: Manoel, nascido em 1848, Elfride, nascida em 1850 e Enéas, nascido em 1852. Segundo notícia publicada no jornal Correio Mercantil (RJ), 30 de novembro de 1861, Ed. 15, pág. 2, por ocasião de seu falecimento, " era conhecido pelas suas composições dramáticas, muitas das quais foram impressas"; não obstante, resta apenas uma única obra publicada O castelo de Oppenheim ou o tribunal secreto, drama em cinco atos e seis quadros, impressa pela tipografia de Antônio Bonone Martins Viana em 1849, cujo único exemplar de que atualmente se tem notícia encontra-se na Biblioteca Rio-Grandense. 

### Dramas
- O castelo de Oppenheim ou o tribunal secreto, 1849;
- A veneziana em Paris, 1850;
- A madrasta, 1852;
- Os brilhantes de minha mulher, 1857;
- Um testamento falso, 1857;
- O primo do diabo, 1858;
- Exemplo de honra, 1858;
- O soldado Martins ou o bravo do Cáceres, 1858;
- O louco do Ceará, 1859;
- Os homens de honra, 1861?;

### Comédias
- O procurador Zacarias, 1852;
- Quem pensa não casa, 1856;
- A filha do pescador, 1858;
- Anália ou as recordações da juventude, 1858;
- Os apuros de uma noiva ou O dr. Palha, 1858;
- e Os dois gêmeos, 1859.